# Louis Meijer
Pour les articles homonymes, voir Meijer.
Johan Hendrik Louis Meijer (Amsterdam, 9 mars 1809 - Utrecht, 31 mars 1866 ) est un peintre, lithographe, aquafortiste et dessinateur romantique néerlandais connu pour ses marines.
Il étudie avec George Pieter Westenberg et Jan Willem Pieneman, et est maître de Matthijs Maris.
Il vit à Deventer, à Paris et à La Haye.

## Galerie

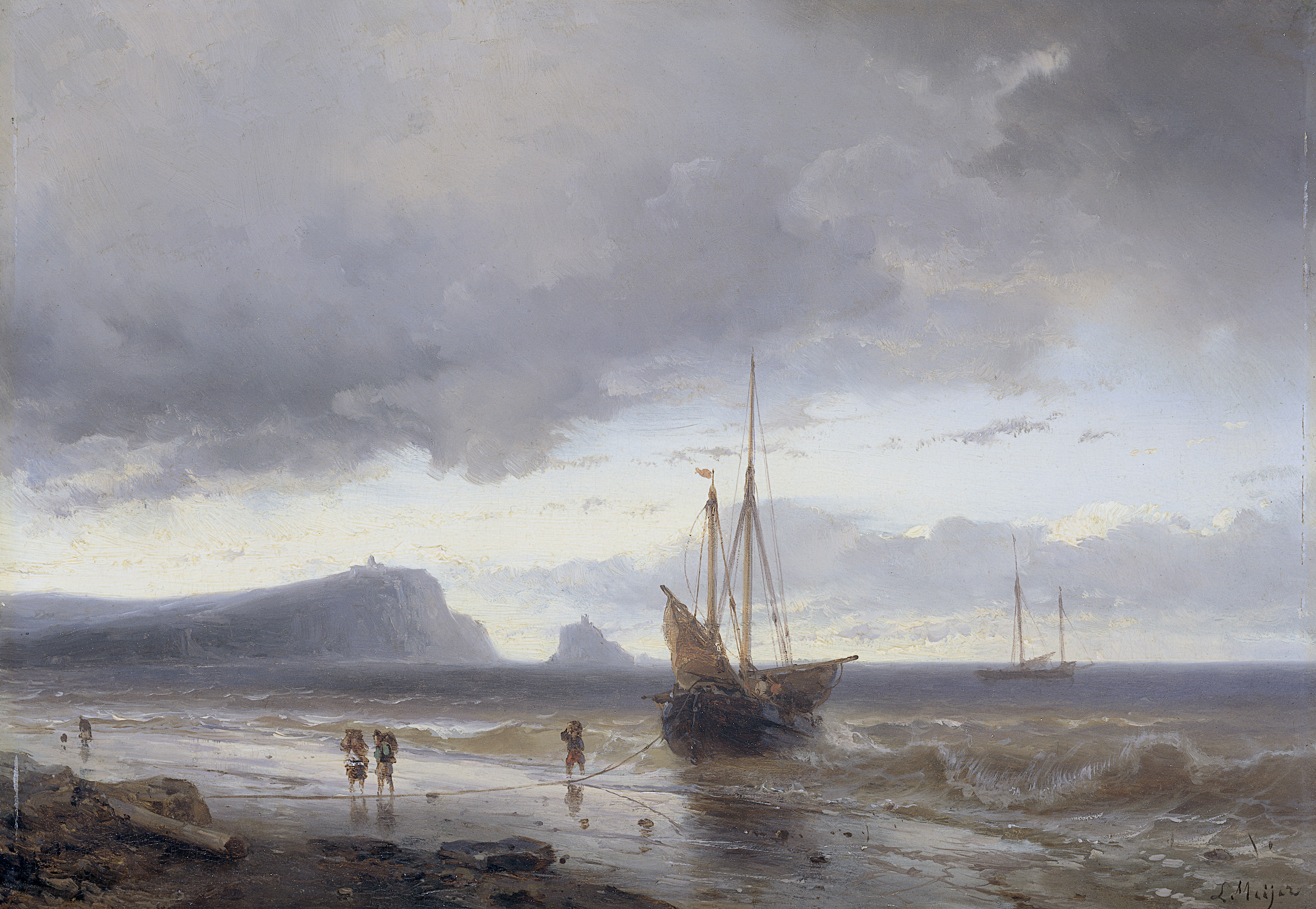
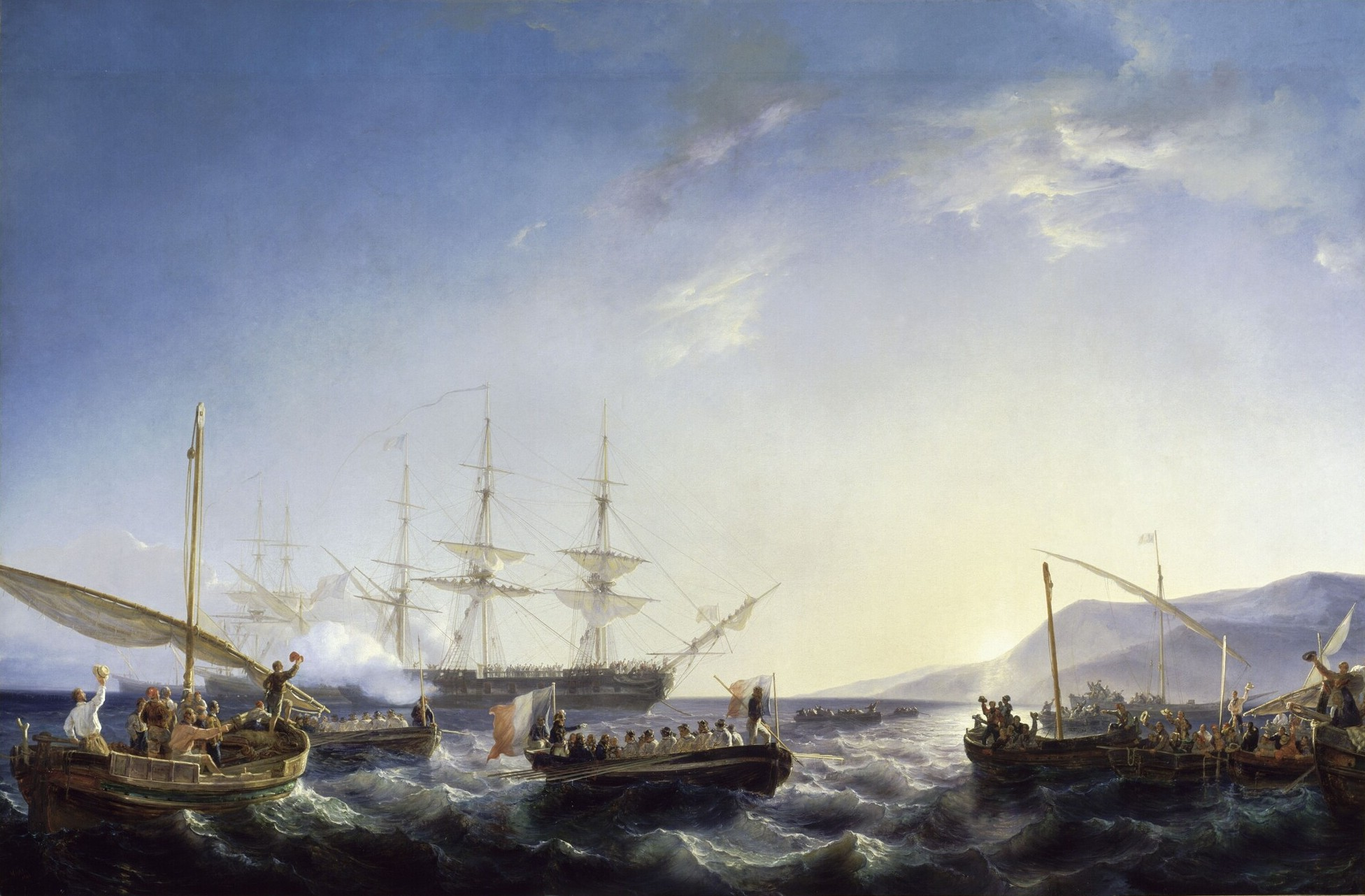
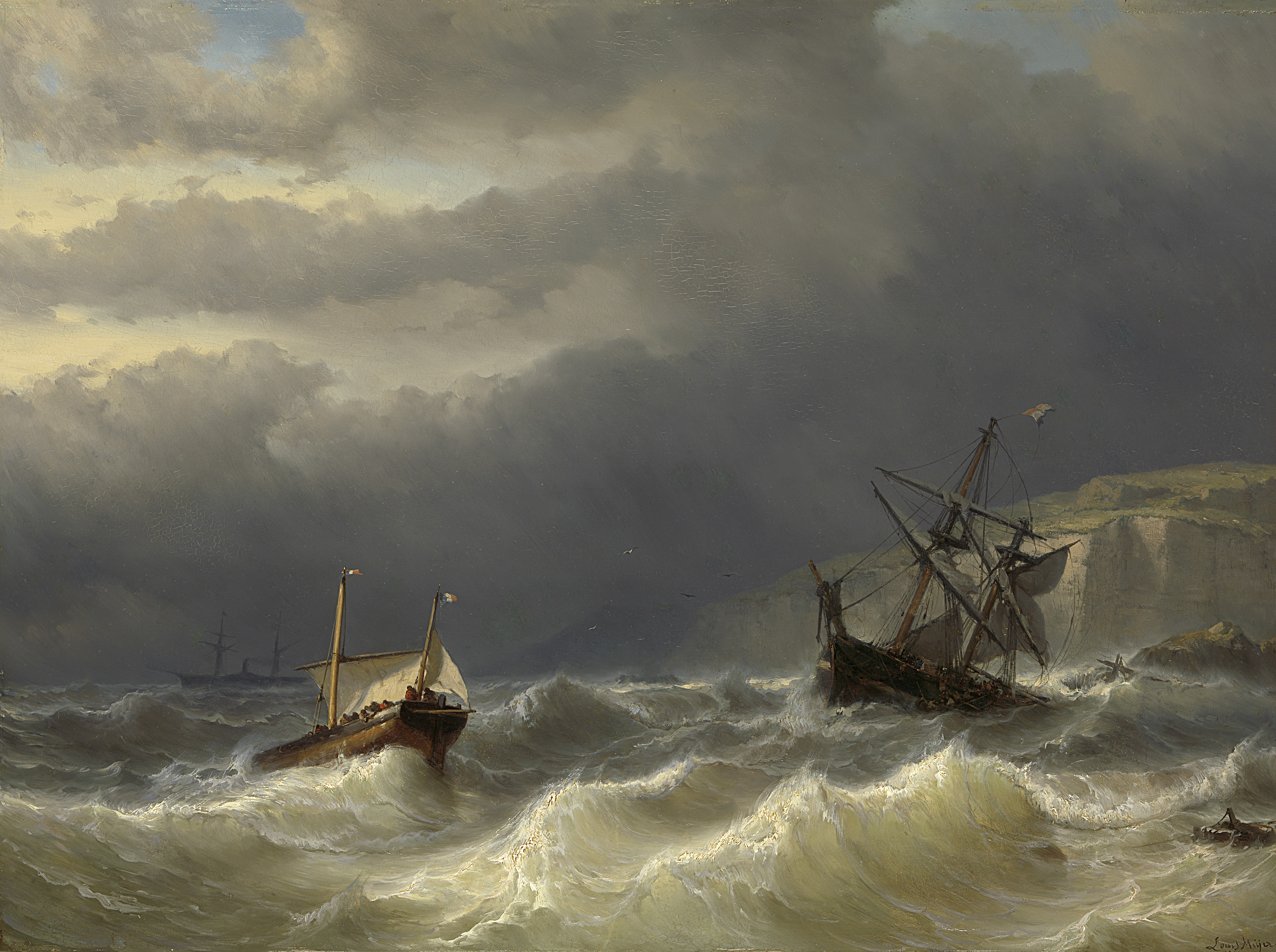
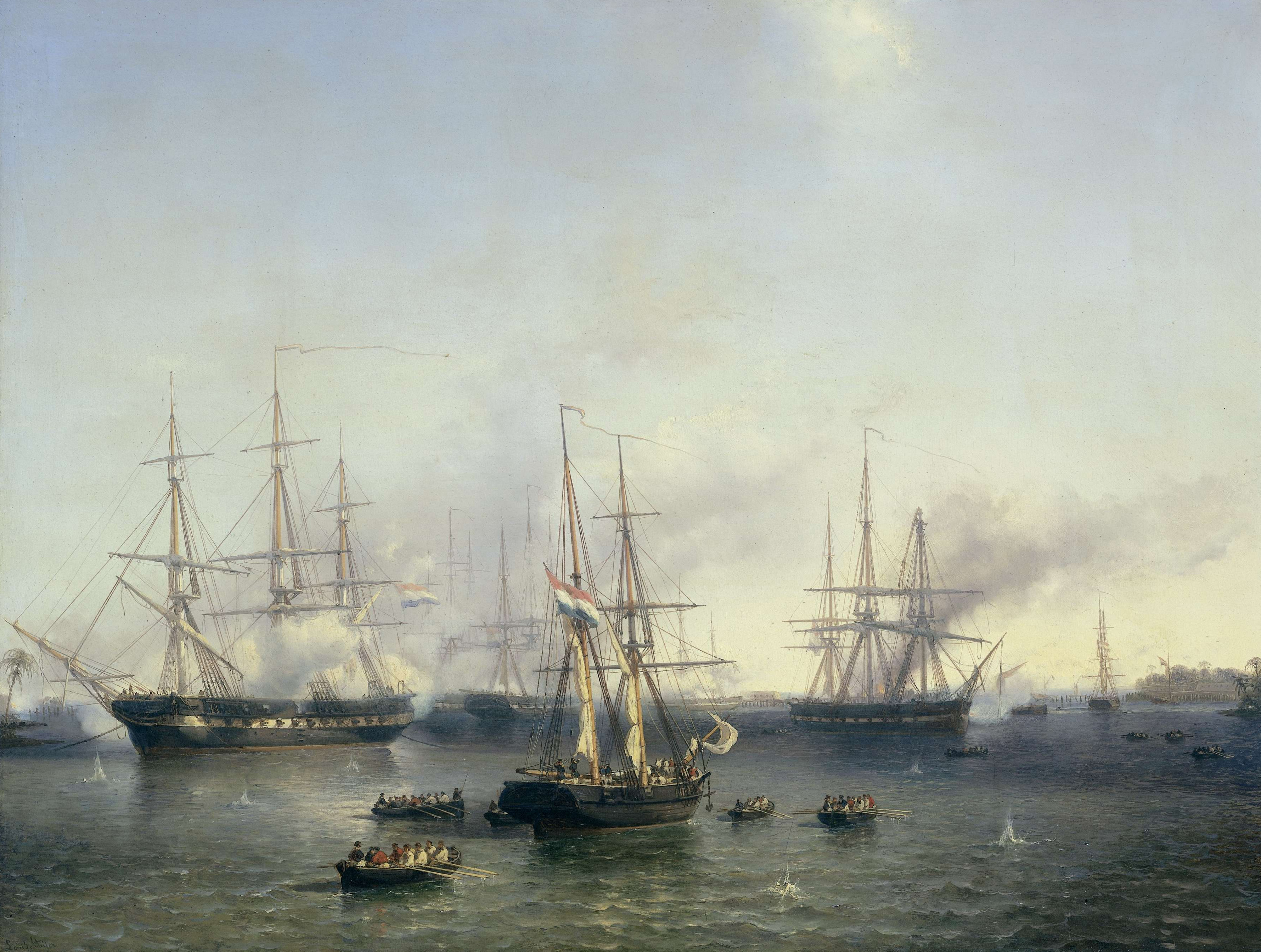